# Algerische Marine
Die Algerische Marine (arabisch القوات البحرية الجزائرية, DMG al-quwwāt al-baḥriyya al-ǧazāʾiriyya) ist die Seeteilstreitkraft der Armée nationale populaire. Sie hatte 2022 eine Stärke von etwa 15.000 Soldaten.

## Geschichte
Der Großteil der heutigen Ausrüstung stammt aus sowjetischer Produktion. In den 1980er Jahren wurde die algerische Marine mit sowjetischer Hilfe ausgebaut und ausgerüstet. Ziel war es, eine schlagkräftige, moderne Flotte aufzubauen, um mit benachbarten Ländern wie Marokko oder Libyen auf Augenhöhe zu sein und Einfluss über die eigene Küstenlinie hinaus ausüben zu können.
Algerien plante eine Erneuerung der Fregattenflotte mit zwei neuen Einheiten. Beide Schiffe wurden im Mai 2012 bei ThyssenKrupp Marine Systems bestellt, in Kiel gebaut und orientieren sich am MeKo A-200 Design (Länge 121 m; Verdrängung etwa 3500 t). Die Seeausdauer wird mit 28 Tagen angegeben, die Besatzung soll 124 Mann betragen. Wesentliche Hauptwaffe ist der landzielfähige Flugkörper RBS 15 Mk3. Die Fregatten Erradii (910) und El Moudamir (911) wurden ab 2016 in Dienst gestellt. Die Erradii wurde vom Oberbefehlshaber Lieutenant General Ahmed Gaid Salah in Empfang genommen.  Die zweite Algerische Fregatte El Moudamir (911) wurde im Mai 2017 vom Kieler Tirpitzhafen nach Algerien überführt.
Zusätzlich wurden drei Mehrzweckkorvetten des Typs C28A aus der VR China beschafft. Diese nahmen ab 2015 als Adhafer-Klasse den Dienst auf.

## Struktur
Das Hauptquartier befindet sich in Algier. Die Marine gliedert sich in die 1. Marineregion in Algier, die 2. Marineregion in  Mers-el-Kébir und die 3. Marineregion in Jijel. Weitere Stützpunkte befinden sich in Annaba, Oran und Tamentfoust (Marineakademie).

## Ausrüstung
Für die Erfüllung der Aufgaben der Marine verfügt diese über:

### U-Boote
| Klasse      | Bild | Herkunft    | Anzahl | Schiffe                                            | Schiffe         | Anmerkungen |
| Klasse      | Bild | Herkunft    | Anzahl | Name                                               | Kennung         | Anmerkungen |
| ----------- | ---- | ----------- | ------ | -------------------------------------------------- | --------------- | ----------- |
| Projekt 636 |      | Sowjetunion | 4      | Messali el Hadj Akram Pacha El Ouarsenis El Hoggar | 021 022 031 032 |             |
| Projekt 877 |      | Sowjetunion | 2      | Rais Hadj Mubarek El Hadj Slimane                  | 012 013         |             |

### Fregatten und Korvetten
| Klasse   | Bild | Herkunft            | Anzahl | Schiffe                        | Schiffe     | Anmerkungen |
| Klasse   | Bild | Herkunft            | Anzahl | Name                           | Kennung     | Anmerkungen |
| -------- | ---- | ------------------- | ------ | ------------------------------ | ----------- | --- |
| Adhafer  |      | Volksrepublik China | 3      | Adhafer El Fatih Ezzadjer      | 920 921 922 | 2015 bis 2016 geliefert. Ausgerüstet mit YJ-83 Seezielflugkörpern, HQ-7 Flugabwehrraketen und zwei Type 730 CIWS Flugabwehrgeschützen. |
| MEKO 200 |      | Deutschland         | 2      | Erradi El Moudamir             | 910 911     | 2016 und 2017 ausgeliefert. Ausgerüstet mit RBS15 Seezielflugkörpern, Umkhonto Flugabwehrraketen und MU90 Torpedos.                    |
| Koni     |      | Sowjetunion         | 3      | Mourad Rais Kellich Rais Korfu | 901 902 903 | Ausgerüstet mit RBU-6000 Wasserbombenwerfern.                                                                                          |
| Typ 056  |      | Volksrepublik China |        |                                |             | Bestellt. Bewaffnet mit einem AK-176 Marinegeschütz, YJ-83 Seezielflugkörpern und HQ-10 Flugabwehrraketen.                             |

### Patrouillenboote
| Klasse         | Bild | Herkunft                        | Anzahl | Schiffe                                               | Schiffe         | Anmerkungen |
| Klasse         | Bild | Herkunft                        | Anzahl | Name                                                  | Kennung         | Anmerkungen |
| -------------- | ---- | ------------------------------- | ------ | ----------------------------------------------------- | --------------- | --- |
| Nanuchka-II    |      | Sowjetunion                     | 3      | Rais Hamidou Salah Rais Ali                           | 801 802 803     | Ausgerüstet mit SS-N-25 Switchblade Seezielflugkörpern, 9K33 Osa Flugabwehrraketen und einem AK-630 Flugabwehrgeschütz.                                                         |
| Djebel Chenoua |      | Algerien                        | 4      | Djebel Chenoua El Chihab Al Kirch Rais Hassen Barbiar | 351 352 353 807 | Ausgerüstet mit YJ-83 Seezielflugkörpern und einem AK630 Flugabwehrgeschütz. Die modifizierte Variante mit der Nr. 807 ist mit Type 730 CIWS Flugabwehrgeschützen ausgestattet. |
| Osa II         |      | Sowjetunion                     | 9      |                                                       | 644–652         | Ausgerüstet mit SS-N-2 Styx Seezielflugkörpern. |
| Kebir          |      | Vereinigtes Königreich Algerien | 9      |                                                       |                 | |

### Minenjagdboote
| Klasse | Bild | Herkunft | Anzahl | Schiffe                 | Schiffe | Anmerkungen |
| Klasse | Bild | Herkunft | Anzahl | Name                    | Kennung | Anmerkungen |
| ------ | ---- | -------- | ------ | ----------------------- | ------- | ----------- |
| Lerici |      | Italien  | 2      | El Kasseh 1 El Kasseh 2 | 501 502 |             |

### Landungsschiffe
| Klasse      | Bild | Herkunft               | Anzahl | Schiffe                               | Schiffe | Anmerkungen |
| Klasse      | Bild | Herkunft               | Anzahl | Name                                  | Kennung | Anmerkungen |
| ----------- | ---- | ---------------------- | ------ | ------------------------------------- | ------- | --- |
| San-Giorgio |      | Italien                | 1      | Kalaat Beni Abbes                     | 474     | Bewaffnet mit Aster Flugabwehrraketen. Kapazität für 5 Hubschrauber, 3 kleinere Landungsboote, 15 Kampfpanzer und 350 Soldaten. |
| Polnocny    |      | Sowjetunion            | 1      |                                       | 555     | Kapazität für 6 Kampfpanzer und 180 Soldaten.                                                                                   |
| LSTH        |      | Vereinigtes Königreich | 2      | Kalaat Beni Hammed Kalaat Beni Rached | 472 473 | Kapazität für 7 Kampfpanzer, 240 Soldaten und einem Hubschrauber.                                                               |

### Hilfsschiffe
| Klasse | Bild | Herkunft            | Funktion         | Anzahl | Schiffe    | Schiffe | Anmerkungen                                                         |
| Klasse | Bild | Herkunft            | Funktion         | Anzahl | Name       | Kennung | Anmerkungen                                                         |
| ------ | ---- | ------------------- | ---------------- | ------ | ---------- | ------- | ------------------------------------------------------------------- |
|        |      | Japan               | Forschungsschiff | 1      | El Idrissi | 673     |                                                                     |
|        |      | Volksrepublik China | Schulschiff      | 1      | Soummam    | 937     | Ausgerüstet mit AK-230 Geschützen und einem Hubschrauberlandeplatz. |
|        |      | Polen               | Segelschulschiff | 1      |            | 938     | [ 8 ]                                                               |

### Hubschrauber
| Hubschrauber         | Foto | Herkunft                       | Verwendung            | Version                      | Aktiv | Bestellt | Anmerkungen |
| -------------------- | ---- | ------------------------------ | --------------------- | ---------------------------- | ----- | -------- | ----------- |
| AgustaWestland AW101 |      | Italien Vereinigtes Königreich | Transporthubschrauber |                              | 5     |          |             |
| AgustaWestland AW139 |      | Italien                        | Mehrzweckhubschrauber |                              | 3     |          |             |
| Westland Lynx        |      | Vereinigtes Königreich         | Mehrzweckhubschrauber | Super Lynx 130Super Lynx 140 | 10    |          |             |

### Küstenverteidigung
| Typ     | Bild | Herkunft            | Version |
| ------- | ---- | ------------------- | ------- |
| Rubesch |      | Sowjetunion         |         |
| YJ-12   |      | Volksrepublik China | CM-302  |

## Küstenwache
Zur Marine gehört die 500 Mann starke algerische Küstenwache, die ihr Hauptquartier in Annaba hat. Zur Ausrüstung gehört:

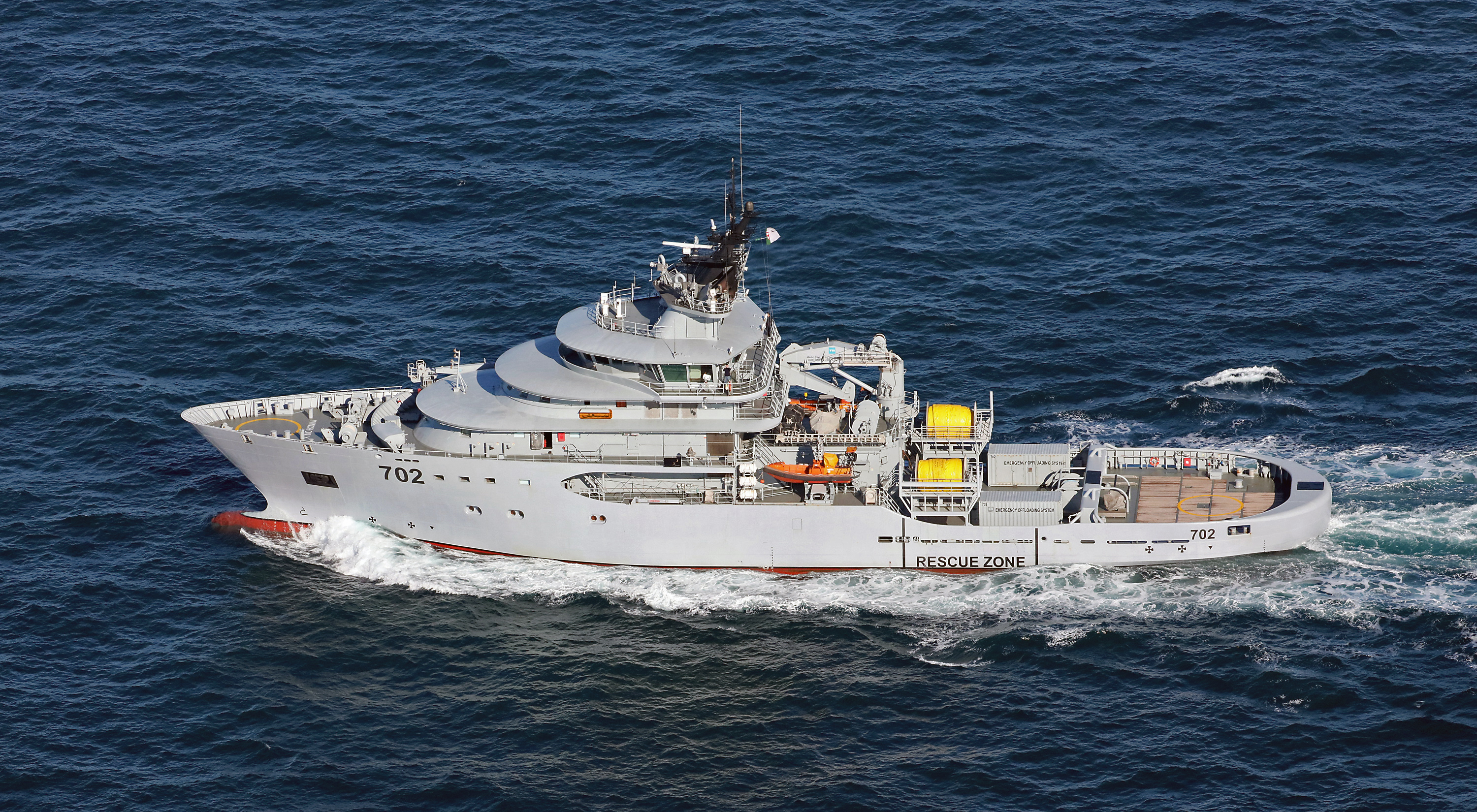
Algerischer Schlepper El Moussif (702)

Patrouillenboote:
- 6× Baglietto 20 ()
- 6× Baglietto Mangusta ()
- 12× Jebel Antar
- 40× Deneb ()
- 12× Alusafe 2000 (/ )[10]
- 6× Kebir (/ )

Schlepper:
- El Mourafik (261) ()
- El Mounjid (701) ()
- El Moussif (702) ()
- El Moussanid (703) ()

## Siehe
- Dienstgrade der algerischen Marine